# Mons Dilip
Mons Dilip är ett berg på den sida av månen som vetter bort från jorden. Det har en storlek vid basen av omkring 2 kilometer. Berget har fått namn efter ett indiskt mansnamn.
Mons Dilip ligger alldeles nordost om Mons Dieter, i närheten av månkratrarna Michelson och den stora Hertzsprung.